# Давня артезіанська свердловина (Котовка)
Давня артезіанська свердловина — втрачена природоохоронна територія у Дніпропетровській області.
28 листопада 1974 року виконком Дніпропетровської обласної ради депутатів трудящих ухвалив рішення № 687 «Про створення державних заказників і поліпшення заповідної справи в області», пунктом 4 якого затвердив список пам'яток природи місцевого значення (додаток 2 цього рішення). Серед них і давню артезіанську свердловину, пунктом 13 додатку 2.
Характеристика при створенні: В центрі села Котовка Магдалинівського району, поряд з будинком культури, близько 100 років існує впорядкована самовиливна артезіанська свердловина з доброю питною водою. Має пізнавальне значення.
9 жовтня 1979 року виконком Дніпропетровської обласної ради народних депутатів ухвалив рішення № 568 «Про створення державних заказників, охорону немисливських птахів, рідкісних та зникаючих дикорослих та лікарських видів рослин», згідно з пунктом 4 якого давня артезіанська свердловина виключаються із списків заповідних об'єктів, як така, що перестала існувати.